# ID3
ID3 és un camp de metadades utilitzat pel format de compressió MP3. Aquestes metadades o també anomenades etiquetes contenen informació respecte a les dades de l'àudio com pot ser l'artista, el nom de la cançó, el títol de l'àlbum, etc.

## ID3v1
La versió 1 d'aquest format de metadades correspon a un bloc de 128 bytes que s'adjunta al final de l'arxiu d'àudio. Aquest bloc es descompon amb 7 camps:
| Camp    | Mida     | Descripció                                   |
| Tag     | 3 bytes  | Identificació del bloc id3                   |
| Title   | 30 bytes | Títol de la cançó                            |
| Artist  | 30 bytes | Solista o grup que interpreta la cançó       |
| Album   | 30 bytes | Nom de l'àlbum on hi ha la cançó             |
| Year    | 4 bytes  | Any de publicació de la cançó en format AAAA |
| Comment | 30 bytes | Camp per si es vol afegir algun comentari    |
| Genre   | 1 byte   | Gènere al qual pertany la cançó              |

### Versió 1.1
La versió 1.1 és una modificació de la versió 1, per tant totalment compatible. Aquesta versió segueix corresponent a un bloc de 128 bytes que s'adjunta al final de l'arxiu però redueix el camp de comentaris en 2 bytes i afegeix 1 byte per un camp nou anomenat track per tal de poder introduir el número de cançó que correspon dins de l'àlbum.
Per tal que funcioni la compatibilitat amb la versió anterior, el byte 29 corresponen al camp comentari de la versió 1 ha de ser nul (0x00) i el nou camp se situarà en el byte 30.
El bloc de metadades d'aquesta versió quedarà compost per:
| Camp    | Mida     | Descripció                                   |
| Tag     | 3 bytes  | Identificació del bloc id3                   |
| Title   | 30 bytes | Títol de la cançó                            |
| Artist  | 30 bytes | Solista o grup que interpreta la cançó       |
| Album   | 30 bytes | Nom de l'àlbum on hi ha la cançó             |
| Year    | 4 bytes  | Any de publicació de la cançó en format AAAA |
| Comment | 28 bytes | Camp per si es vol afegir algun comentari    |
| 0x00    | 1 byte   | Camp nul per compatibilitat amb la versió 1  |
| Track   | 1 byte   | Nº de cançó                                  |
| Genre   | 1 byte   | Gènere al qual pertany la cançó              |

## ID3v2
Degut a les moltes restriccions de la versió 1:
- Molts dels camps es queden curts per segons quins arxius d'àudio,
- Ús només amb llengües occidentals,
- Nombre de camps insuficient,
- Etiques no personalitzades

Es crea la versió 2 per tal de solucionar totes les mancances que té la versió anterior.

### Novetats v2
- Les metadades passen al principi del fitxer per tal de facilitar la transmissió de l'arxiu
- Camps unicode
  - ASCII
  - UTF-16
  - UTF-16BE
  - UTF-8
- Mida de les etiquetes variable
- Es poden adjuntar imatges
- L'usuari pot afegir els camps que vulguin tot i que hi ha 35 camps predefinits
  - Compositor
  - Lloc de gravació
  - Artista
  - Orquestra
  - Etcètera

### Capçalera
La capçalera és la primera informació de l'arxiu i té una mida de 10 bytes. Té els següents camps:
- Identificatiu
- Versió
- Flag
- Mida

### Format
| Capçalera               | ID, Versió, Flag, Mida       |
| Informació              | Nom de la cançó, àlbum, etc. |
| Lletra                  | Lletra de la cançó           |
| Informació de la imatge | Text explicatiu de la imatge |
| Imatge                  | Imatge en PNG                |
| Comentaris              | Camp per escriure comentaris |